# Patriarhia Ecumenică de Constantinopol

Teritoriile canonice ale bisericilor ortodoxe autocefale și autonome (2022)

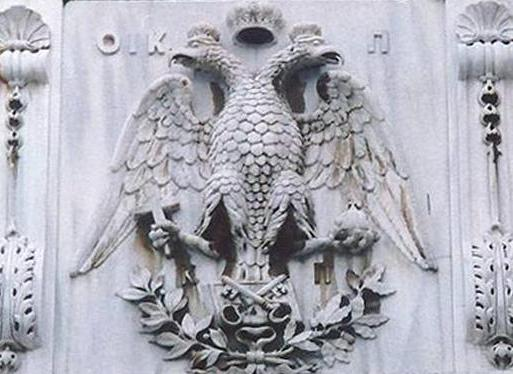
Acvila imperială de deasupra intrării în sediul Patriarhiei Ecumenice de Constantinopol

Patriarhia de Constantinopol, a cărei denumirea oficială este Patriarhia Ecumenică de Constantinopol (în greacă: Oικουμενικό Πατριαρχείο Kωνσταντινουπόλεως, în turcă Fener Rum Ortodoks Patrikhanesi, İstanbul Ekümenik Patrikhanesi, în traducere: "patriarhatul romanilor ortodocși din Fanar") constituie în mod simbolic cea mai înaltă autoritate canonică a lumii creștin-ortodoxe. Patriarhul de Constantinopol este considerat ca fiind "primus inter pares" (primul între egali) în raport cu ceilalți patriarhi creștin-ortodocși.
Din 1991 și până în prezent patriarh de Constantinopol este Bartolomeu I, conform tradiției cel de-al 270-lea titular al scaunului episcopal din Constantinopol.
În istoria și literatura legilor canonice (adică canoanele bisericești și comentariile tradiționale pe marginea lor), Patriarhiei Ecumenice i s-au atribuit o serie de prerogative ("presbeia") pe care nu le regăsim la alte biserici ortodoxe autonome. Deși nu toate sunt unanim acceptate, toate au precedente istorice și referințe canonice. Conținutul și chiar existența acestor prerogative sunt aprins combătute (a se vedea: Prerogativele Patriarhiei Ecumenice#Drepturi și interpretări canonice) de către anumite Biserici ortodoxe, în special de Biserica Ortodoxă Rusă. 
Redăm mai jos câteva din aceste prerogative cu punctele lor de referință: drepturi egale cu Vechea Romă (Canonul 3 al celui de-al Doilea Sinod Ecumenic, Canonul 28 al celui de-al Patrulea Sinod Ecumenic, Canonul 36 al Sinodului Cinci-Șase); dreptul de a asculta apeluri referitoare la disputele între clerici (Canoanele 9 și 17 ale celui de-al Patrulea Sinod Ecumenic); dreptul de a hirotoni episcopi pentru regiuni care sunt în afara limitelor canonice definite (Canonul 28 al celui de-al Patrulea Sinod Ecumenic); dreptul de a stabili mănăstiri de tip stavropighie chiar și în teritoriile altor patriarhate - a se vedea Epanagogele, comentarii ale lui Matei Vlastares și Teodor Balsamon.